# 霍普米爾斯 (北卡羅萊納州)
霍普米爾斯（英語：Hope Mills）是一個位於美國北卡羅萊納州坎伯蘭縣的城鎮。

## 人口
根據2020年美國人口普查的數據，霍普米爾斯的面積為22.38平方千米，當中陸地面積為21.96平方千米，而水域面積為0.42平方千米。當地共有人口17808人，而人口密度為每平方千米796人。